# Cath Swinnerton
Cath Swinnerton (Stoke-on-Trent, 12 mei 1958) is een wielrenner uit Verenigd Koninkrijk.
In 1977 en 1984 werd Swinnerton Brits nationaal kampioen wielrennen op de weg.
Op de Olympische Zomerspelen van 1984 in Los Angeles deed Swinnerton voor Groot-Brittannië mee aan de wegwedstrijd, waar ze als dertiende finishte.

## Privé
Cath Swinnerton is de schoonzus van John Herety en de echtgenoot van Martin Early, beide olympische sporters.